# Fruit (Radar)
Als Fruit bezeichnet man im Sekundärradar alle Störungen, die durch Antworten entstehen, die nicht durch die eigene Abfrage ausgelöst wurden.
Sekundärradarsysteme arbeiten weltweit alle auf denselben Trägerfrequenzen – z. B. bei der Abfrage auf 1030 MHz und bei der Antwort auf 1090 MHz. Das ist notwendig, da ein Flugzeug auf seiner Flugbahn mehrere Radarerfassungsbereiche durchquert. Durch das relativ dichte Netz von Radargeräten und das hohe Flugaufkommen werden viele Flugziele von verschiedenen Stationen abgefragt und antworten dementsprechend häufig. So nimmt die Wahrscheinlichkeit, dass sich die Radarstationen gegenseitig stören, mit steigendem Flugverkehr zu.
Da solche Antworten in den überwiegenden Fällen nicht synchron zur eigenen Abfrage auftreten, nennt man sie auch „nicht synchrone Störungen“. Sie lassen sich daher mit einem Synchronfilter, „der alle empfangenen Antworten auf Synchronismus mit der eigenen Abfragesequenz hin prüft und die Antworten unterdrückt, die nicht synchron sind“, eliminieren. Ein solcher Filter wird Defruiter genannt.
Das Wort Fruit ist ein Kunstwort. Es sind mehrere sinnvolle Deutungen im Umlauf, z. B.
- False Replies Unsynchronuous In Time (= nichtsynchrone Falschantworten) oder
- False Replies Unsynchronised to Interrogator Transmission (= Falschantworten nichtsynchron zum Abfragesender).

Gemäß einer anderen Quelle rührt die Bezeichnung „fruit“ daher, dass die „aus unerwünschten Antworten entstehenden Störzeichen [...] bei der Wiedergabe auf dem Bildschirm eine Bildstruktur [ergeben], die an eine halbierte Grapefruit erinnert“.